# EA-Generali Ladies Linz 1994
EA-Generali Ladies Linz 1994 — тенісний турнір, що відбувся на закритих кортах з килимовим покриттям Intersport Arena в Лінці (Австрія). Належав до турнірів 3-ї категорії в рамках Туру WTA 1994. Відбувсь увосьме і тривав з 7 до 13 лютого 1994 року.

## Фінальна частина

### Одиночний розряд, жінки
Сабін Аппельманс —  Майке Бабель 6–1, 4–6, 7–6
- Для Аппельманс це був 1-й титул за рік і 4-й — за кар'єру.

### Парний розряд, жінки
Манюкова Євгенія Олександрівна /  Лейла Месхі —  Оса Карлссон /  Кароліна Шнайдер 6–2, 6–2
- Для Манюкової це був 1-й титул за рік і 3-й — за кар'єру. Для Месхі це був єдиний титул за сезон і 9-й — за кар'єру.